# Yankee Stadium
Pour l'ancien stade, voir Yankee Stadium (1923).
Le Yankee Stadium est un stade de baseball et de football situé dans l'arrondissement du Bronx à New York (États-Unis). Il remplace l'ancien stade du même nom en tant que domicile des Yankees de New York de la Ligue majeure de baseball. Depuis 2015, il est aussi occupé par la nouvelle franchise new-yorkaise de MLS, le New York City FC.
Le nouveau stade de baseball a été construit sur la rue, au nord-est de l'ancien Yankee Stadium, sur l'ancien site de Macombs Dam Park. Le stade a ouvert le 2 avril 2009, lors de l'organisation d'une journée d'entraînement des Yankees devant les supporters de la communauté du Bronx. Le premier match au nouveau Yankee Stadium était un match d'exhibition d'avant saison contre les Cubs de Chicago, joué le 3 avril 2009, gagné par les Yankees 7–4. Le premier match de la saison régulière a été joué le 16 avril, et perdu 10–2 face aux Indians de Cleveland ,.
Une grande partie du stade intègre des éléments de l'ancien Yankee Stadium, rendant hommage à l'histoire Yankees. Bien que la construction du stade commence en août 2006, le projet de construire un nouveau stade pour les Yankees a duré de nombreuses années et a fait face à de nombreuses controverses. Le stade a été construit sur ce qui avait été à l'époque un parc public de 97 000 m². De plus, le stade a été sujet à controverse concernant son coût évalué à 2,3 milliards de dollars, dont 1,2 milliard de dollars payés par les contribuables. C'est le troisième stade le plus cher après le Wembley Stadium à Londres et le New Meadowlands Stadium à East Rutherford dans le New Jersey. [citation nécessaire]

## Histoire
Le propriétaire des Yankees de New York, George Steinbrenner, commence à faire campagne pour la construction d'un nouveau stade dans les années 1980, prétendant même des conditions dangereuses autour du Yankee Stadium original, malgré la possibilité que de telles déclarations pourraient décourager sa propre équipe lors de la participation au championnat. Le propriétaire des Yankees aurait l'intention de délocaliser l'équipe près du Fleuve Hudson au New Jersey. Les Yankees envisageaient également de déménager vers l'ouest de Manhattan, où se situait le West Side Stadium qui sera plus tard pris en considération par les Jets de New York et la candidature de la ville pour les Jeux olympiques de 2012,.
L'enceinte est inaugurée le 3 avril 2009 à l'occasion d'un match amical entre les Yankees de New York et les Cubs de Chicago. Le premier match de ligue majeure eut lieu le 16 avril avec une opposition Yankees-Indians. Les Indians de Cliff Lee l'emportent 10 à 2 devant 48 271 personnes.

## Événements
- Série mondiale 2009.
- Pinstripe Bowl, depuis 2010.
- World Football Challenge 2012.
- Concerts de Madonna (MDNA Tour), 6 et 8 septembre 2012.
- Série des stades de la LNH 2014

## Dimensions
- : 318 pieds (97 mètres)
- Left Center : 399' (122 m)
- Center Field (champ central) : 408' (124 m)
- Right Center : 385' (117 m)
- Right Field (champ droit) : 314' (96 m)

## Galerie

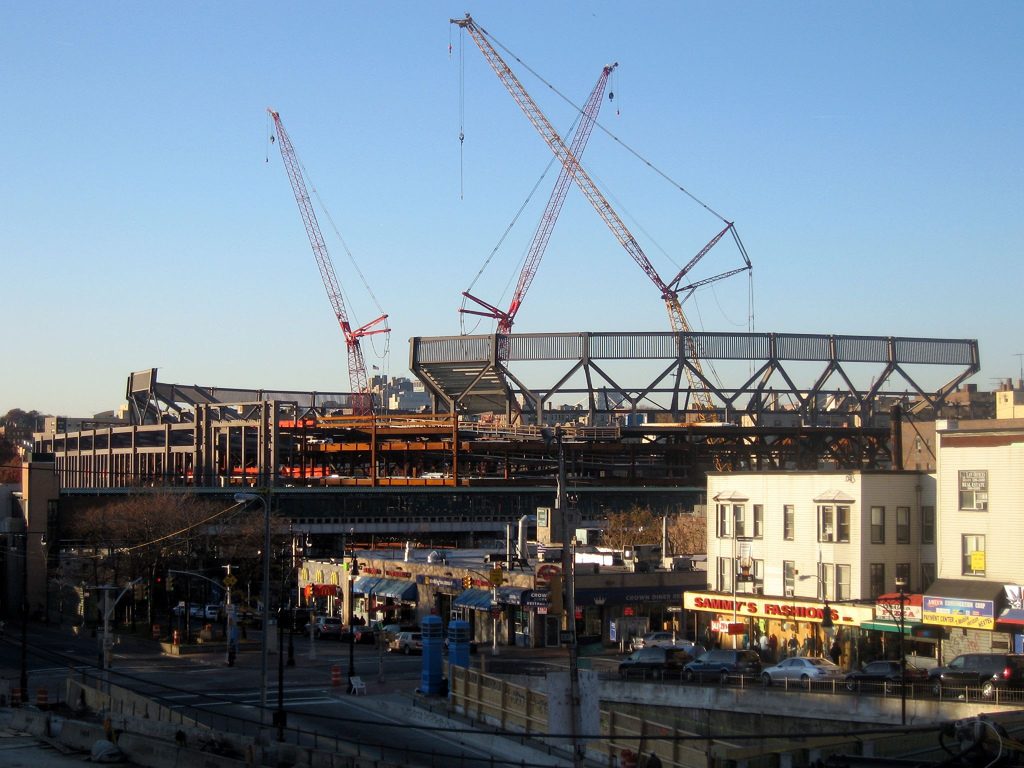
Chantier de construction en novembre 2007.
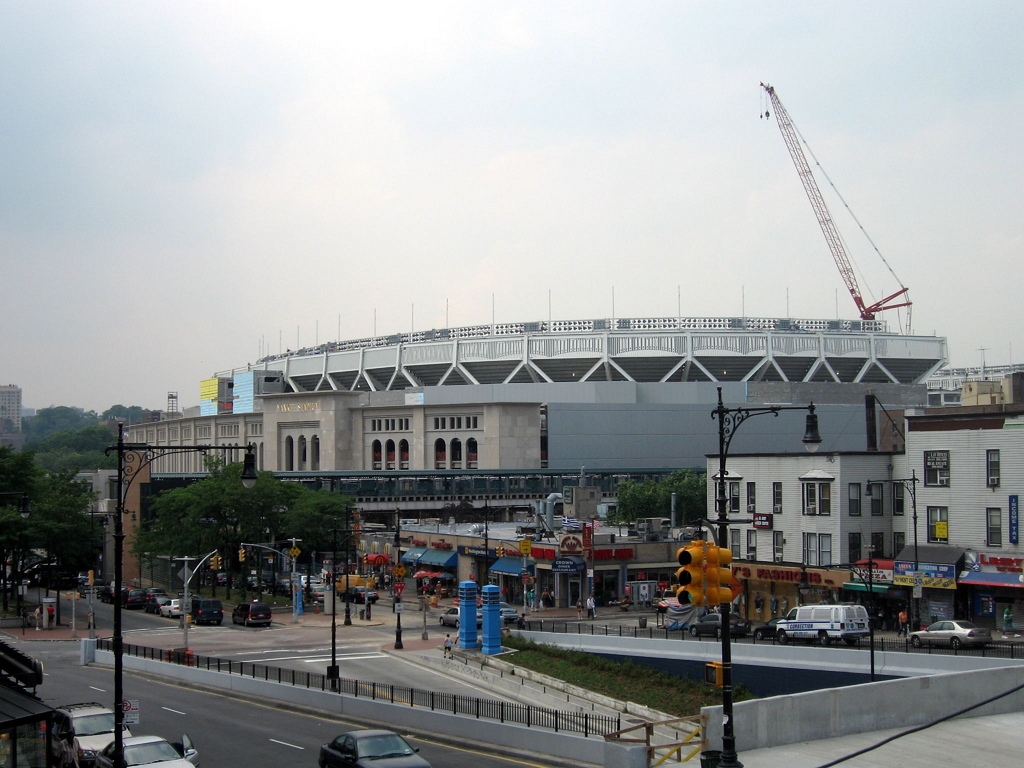
En juin 2008.
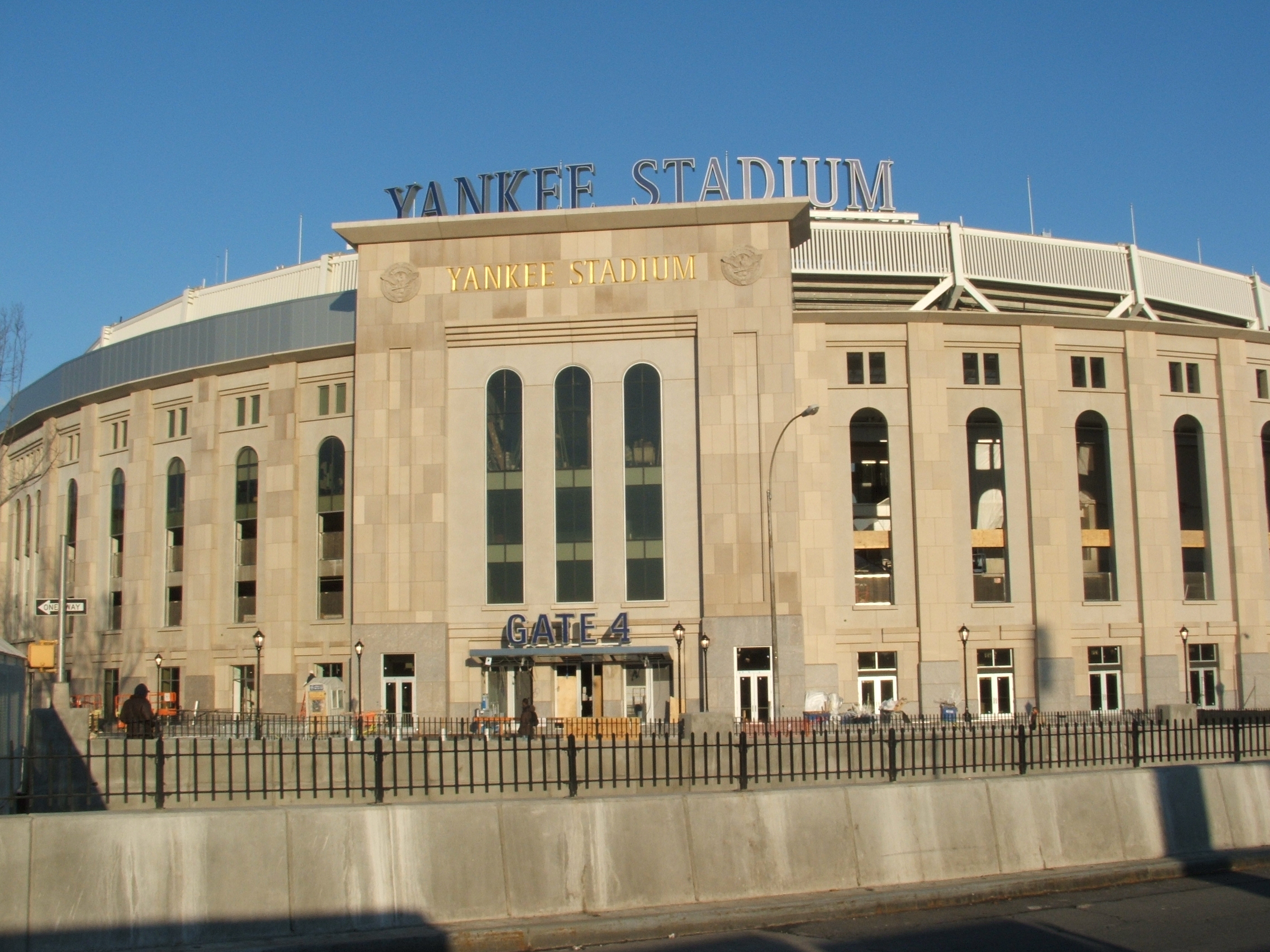
Façade.
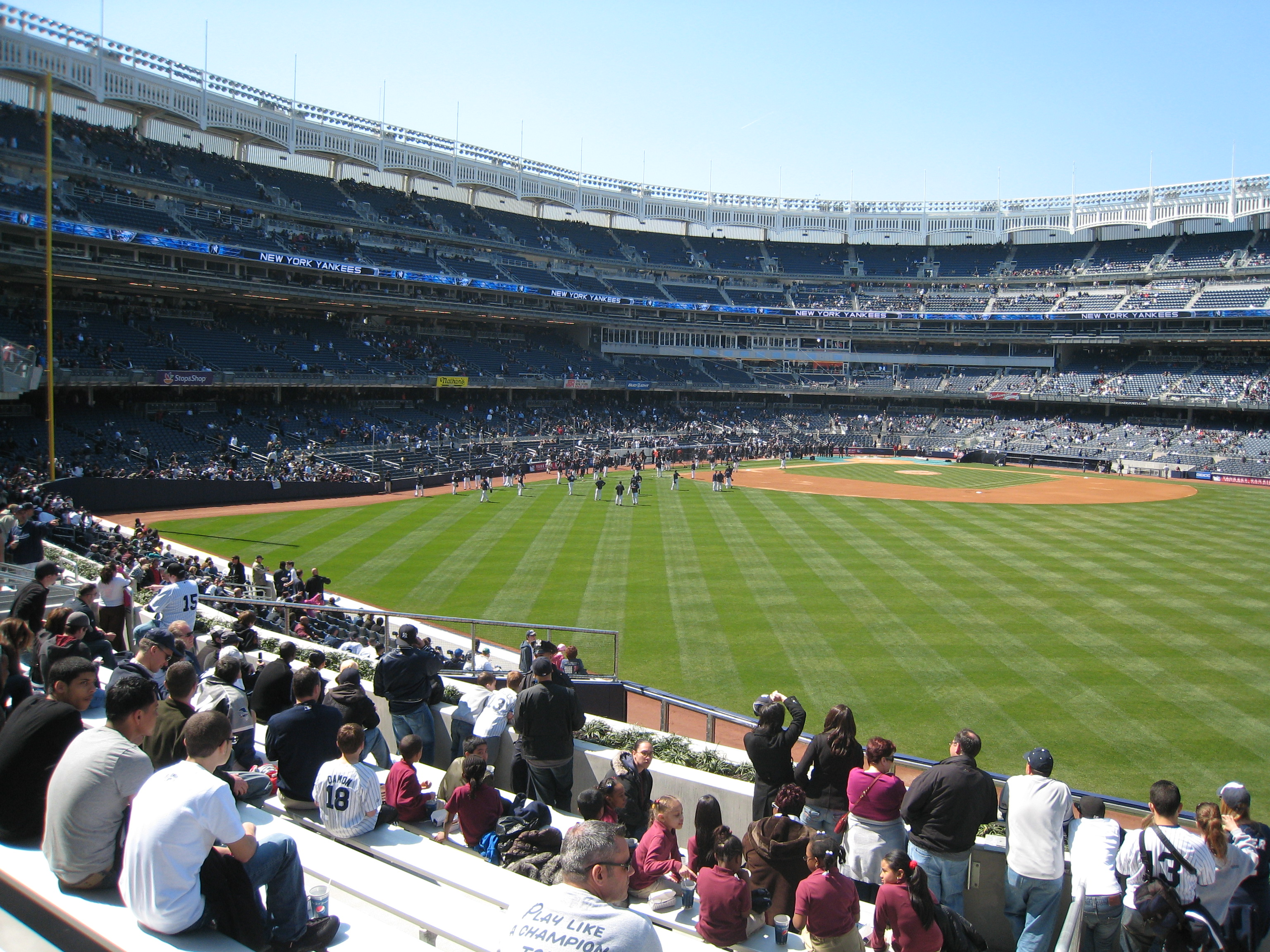
Vue intérieure.
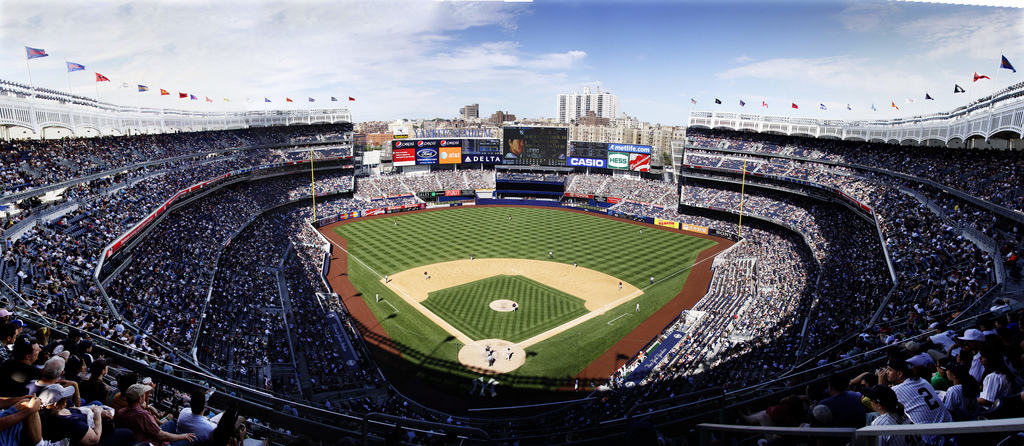
Panorama.
Logo inaugural.
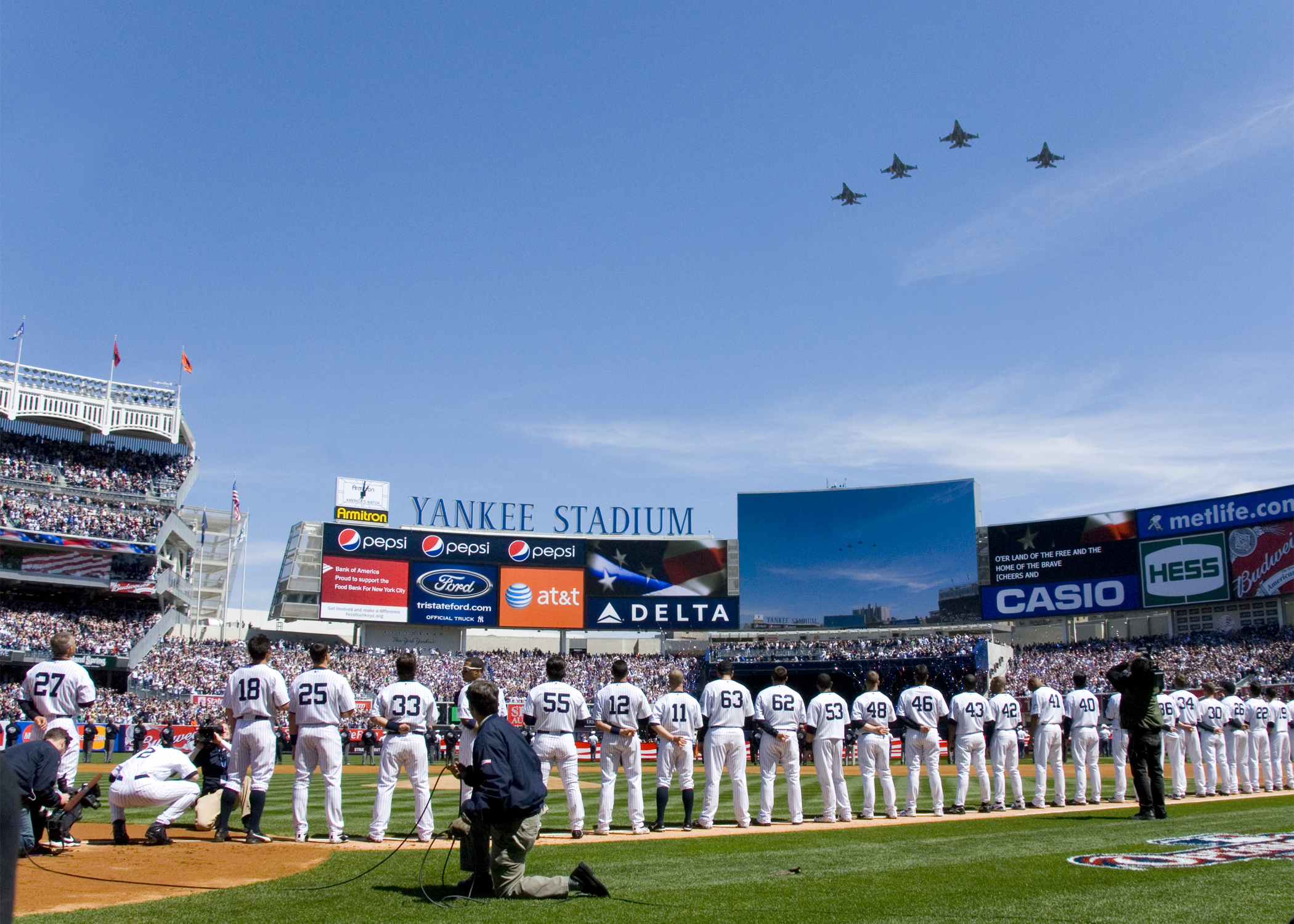
Cérémonie d'ouverture au Yankee Stadium.